# Сівріада
Сівріада (тур. Sivriada; також відома як Хайирсизада (тур. Hayırsızada)) — острів у Туреччині, найзахідніша частина архіпелагу, відомого як Принцеві острови, біля Стамбула в Мармуровому морі. Його стара назва — Оксія, що також означає «загострений» (грец. Οξειά).
Відомий як Сівріада, тому що складається з гострого обриву, схожого на піраміду. Вершина Сівріади, яка є дуже маленьким острівцем і вершиною гори, що піднімається з моря, знаходиться на висоті 90 метрів над рівнем моря. Розташований за 1,7 км до Яссиади, найближчого до нього острова, та за 11 км до узбережжя Стамбула (мису Фенербахче). На безлюдному острові є колодязь з прісною водою, а в східній частині — невелика гавань.
Подейкують, що духовенство та імператори були заслані на острів за часів Візантійської імперії. На острові є монастир, датований 10 століттям, від якого сьогодні збереглися лише деякі залишки.
В минулі роки Стамбульські хвилерізи і порти були побудовані з каміння, вивезеного з острова. Кар'єр на острові занедбаний. Гавань кар'єру є гарним місцем для яхтсменів на вихідні.

## Світлини острова (аерофотозйомка)

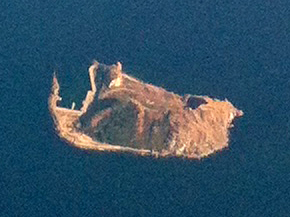
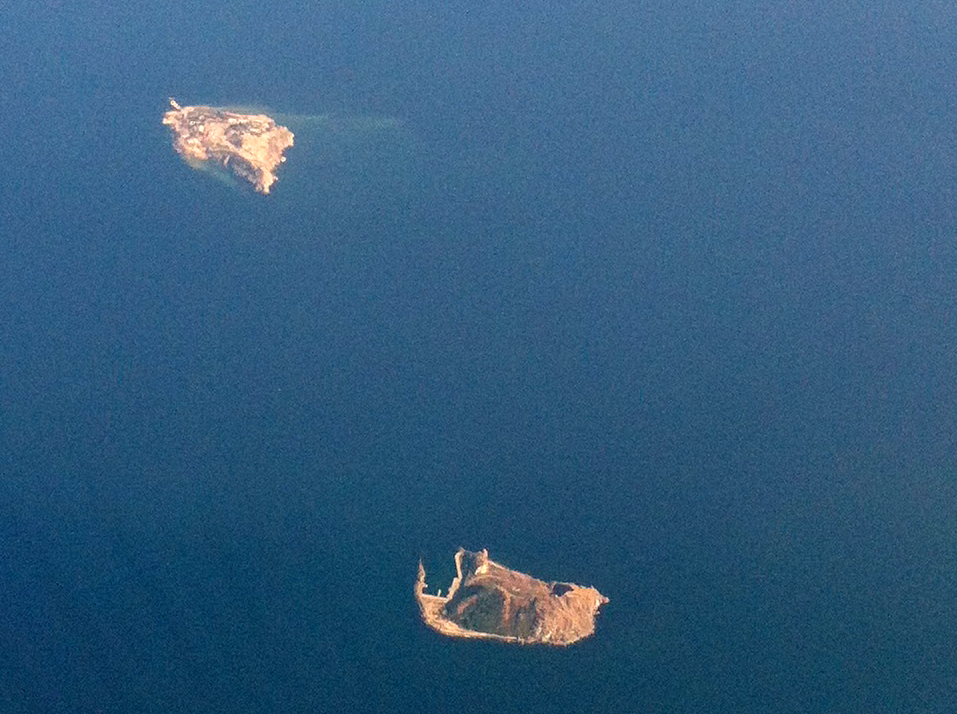
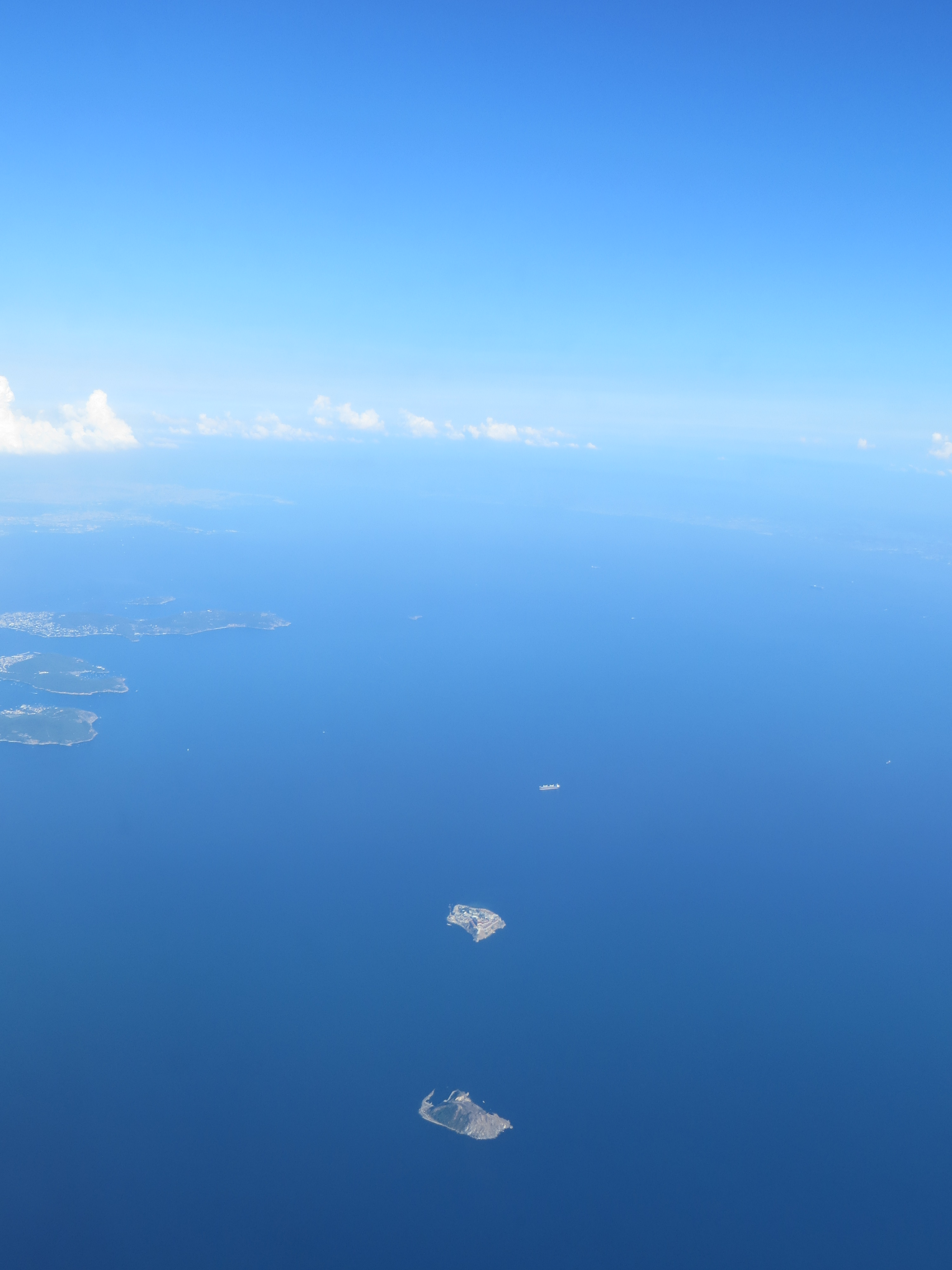